# Decreet Lokaal Bestuur
Het 'Decreet over het Lokaal Bestuur' - kortweg Decreet Lokaal Bestuur - is het Vlaams decreet van 22 december 2017 dat de werking van de gemeenten en de OCMW's bepaalt en integreert. Het vervangt en integreert grotendeels het Gemeentedecreet, het OCMW-decreet, het decreet intergemeentelijke samenwerking en het decreet vrijwillige samenvoeging.
Het is grotendeels van kracht gegaan op 1 januari 2019, wanneer de nieuwe legislatuur van de gemeenteraden startte, volgend op de lokale verkiezingen van oktober 2018.

## Totstandkoming
Het doel van de regering-Bourgois (zoals bepaald in het regeerakkoord van 2014) was een volledige integratie van gemeente en OCMW, maar omdat de rechtspersoonlijkheid van de OCMW's federaal vastgesteld is en niet tijdig kon worden afgeschaft, werd het decreet aangepast.
Op 24 februari 2017 keurde de Vlaamse Regering het voorontwerp een eerste keer principieel goed, en op 30 juni 2017 een tweede keer. Op 27 oktober 2017 volgde de definitieve goedkeuring, waarna de parlementaire procedure kon beginnen. Het Vlaams Parlement gaf zijn goedkeuring op 21 december 2017.
Het Decreet Lokaal Bestuur vervangt de volgende decreten:
- Decreet houdende de intergemeentelijke samenwerking van 6 juli 2001
- Het Gemeentedecreet van 15 juli 2005
- het decreet betreffende de organisatie van de openbare centra voor maatschappelijk welzijn van 19 december 2008
- het decreet Vrijwillige Samenvoeging van Gemeenten van 24 juni 2016

## Inhoud
Naast deel 1 (Algemene bepalingen), deel 5 (Wijzigingsbepalingen) en deel 6 (Slotbepalingen: opheffingsbepalingen, overgangsbepalingen en inwerkingtreding) zijn er drie inhoudelijke delen.

### Deel 2. Het bestuur van de gemeente en het openbaar centrum voor maatschappelijk welzijn
- Titel 1. De politieke organisatie van de gemeente en het openbaar centrum voor maatschappelijk welzijn
  - De gemeenteraad
  - Het college van burgemeester en schepenen
  - De burgemeester
  - De raad voor maatschappelijk welzijn
  - Het vast bureau
  - Het bijzonder comité voor de sociale dienst
  - De districten (de binnengemeentelijke territoriale organen, bedoeld in artikel 41 van de Grondwet)
  - De Raad voor Verkiezingsbetwistingen
- Titel 2. De ambtelijke organisatie van de gemeente en van het openbaar centrum voor maatschappelijk welzijn
  - De algemeen directeur, de adjunct-algemeendirecteur en de financieel directeur
  - Het managementteam
  - Het personeel van de gemeente en van het openbaar centrum voor maatschappelijk welzijn
  - Organisatiebeheersing en audit
    - Organisatiebeheersing
    - Audit (uitgevoerd door het agentschap Audit Vlaanderen)
- Titel 3. De extern verzelfstandigde agentschappen (EVA)
  - Het autonoom gemeentebedrijf
  - Het gemeentelijke extern verzelfstandigd agentschap in privaatrechtelijke vorm (EVA privaat)
  - Het autonoom gemeentelijk havenbedrijf (havenbedrijven in de zin van het Havendecreet van 2 maart 1999)
- Titel 4. De beleids- en beheerscyclus van de gemeente en het openbaar centrum voor maatschappelijk welzijn
  - De beleidsrapporten (meerjarenplan en jaarrekening)
  - Andere rapporteringen
  - De ontvangsten- en uitgavencyclus
  - Bijzondere bepaling over het openbaar centrum voor maatschappelijk welzijn
  - Nadere uitwerking door de Vlaamse Regering
- Titel 5. De werking van het lokaal bestuur
  - Akten van het lokaal bestuur
  - Wijze van berekening van termijnen
  - Goederen van het lokaal bestuur (onroerende goederen en gemeentewegen)
  - Aanstellen van landmeters-experten
  - Optreden in rechte
  - Digitale communicatie met de Vlaamse overheid
- Titel 6. Participatie van de burger
  - Klachtenbehandeling (eventueel via een ombudsdienst)
  - Inspraak, voorstellen van burgers en verzoekschriften aan de organen van het lokaal bestuur
  - De gemeentelijke volksraadpleging
- Titel 7. Het bestuurlijk toezicht
  - Bestuurlijk toezicht door de Vlaamse Regering en de provinciegouverneurs (inclusief hoe dit van toepassing is op politiezones en hulpverleningszones)
- Titel 8. Vrijwillige samenvoeging van gemeenten
- Titel 9. Samenvoeging van gemeenten op initiatief van de Vlaamse Regering

### Deel 3. Deelname in rechtspersonen en samenwerking
- Titel 1. Deelname van de gemeente in rechtspersonen
- Titel 2. Overeenkomsten tussen gemeenten
- Titel 3. De intergemeentelijke samenwerking
  - Samenwerkingsverbanden zonder rechtspersoonlijkheid: de interlokale vereniging
  - Samenwerkingsverbanden met rechtspersoonlijkheid: de projectvereniging, de dienstverlenende vereniging of de opdrachthoudende vereniging
  - Bestuurlijk toezicht op de intergemeentelijke overheid
- Titel 4. De verenigingen of vennootschappen voor maatschappelijk welzijn
  - de welzijnsvereniging
  - de autonome verzorgingsinstelling
  - de ziekenhuisvereniging
  - de vereniging voor sociale dienstverlening of de vennootschap voor sociale dienstverlening
  - de woonzorgvereniging of de woonzorgvennootschap

### Deel 4. Specifieke bepalingen ten behoeve van de gemeenteVoerenen de zes randgemeenten
Dit deel heeft als structuur dezelfde negen titels als deel 2, plus een tiende titel die overeenkomt met deel 3, telkens verwijzend naar welke artikelen in de overeenstemmende delen van toepassing zijn op de specifieke situatie van de zeven faciliteitengemeenten met speciaal statuut, namelijk de gemeente Voeren en de gemeenten, vermeld in artikel 7 van de wetten op het gebruik van de talen in bestuurszaken, gecoördineerd op 18 juli 1966 (dit zijn de zes faciliteitengemeenten in de Vlaamse Rand, de "randgemeenten": Drogenbos, Kraainem, Linkebeek, Sint-Genesius-Rode, Wemmel en Wezembeek-Oppem).